# Argyrodes nephilae
Argyrodes nephilae es una especie de arácnido del orden de la arañas (Araneae) y de la familia Theridiidae.

## Descripción

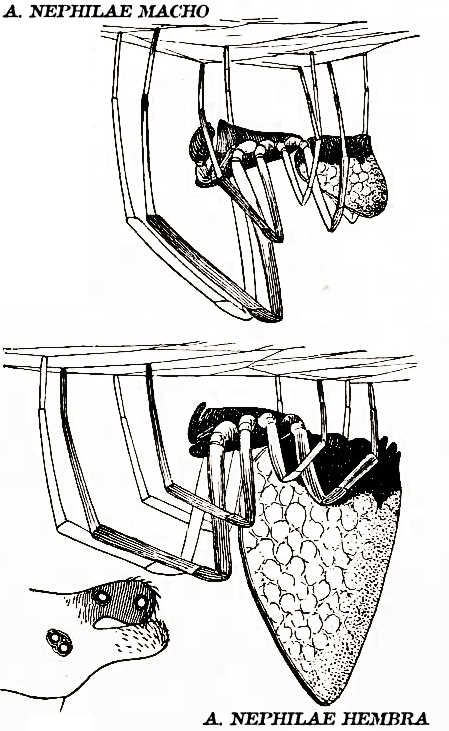
Boceto de A. Nephilae macho y hembra

Argyrodes nephilae es tan grande como Neospintharus trigonum.
El cefalotórax es de color amarillo anaranjado oscuro. Esternón marrón claro. Las patas pálidas casi blancas, más oscura en las uniones. El abdomen es plateado con una estrecha línea oscura en el dorso y por lo general un pequeño punto negro en la punta. Posee proyección cefálica y ojos medios elevados. Proyección clípeo delgada, que se extiende hacia adelante en un ángulo ligeramente hacia arriba más allá de la cabeza.  Abdomen alto y proporcionalmente más pesado que en los machos de A. elevatus con forma de cono y plateado.  La coloración de las hembras es similar a la de los machos. La longitud total de A. nephilae en los machos es de 1.7 mm hasta 2.6 mm y en las hembras 1.7 mm hasta 3.1 mm. A diferencia que A. elevatus, A nephilae tiene pocas variaciones. Algunas especímenes son más oscuras, pero plateadas. Los arañas jóvenes de A. elevatus son similares a las de A. elevatus.
Se han encontrado especímenes en Puerto Rico de A. nephilae en telarañas de Neoscona y a veces en las de Argiope.

## Distribución
En el centro y el sur de Florida, las Antillas, al este de América del Sur y las islas Galápagos